# Tallulah (film)
Tallulah is een Amerikaanse film uit 2016, geschreven en geregisseerd door Sian Heder. De film ging in wereldpremière op 23 januari op het Sundance Film Festival in de U.S. Dramatic Competition.

## Verhaal
Talluhah (Lu) is een jonge zwerfster die leeft in een busje en probeert dagelijks rond te komen. Het bestaan is te zwaar voor haar vriend Nico, die haar op een avond plots verlaat. Na een toevallige ontmoeting besluit ze impulsief een baby te redden van een nalatige moeder. Ze weet niet goed wat te doen en wendt zich voor raad bij de enige volwassene die ze kent, de norse en wetenschappelijk geschoolde Margo, Nico’s moeder. Margo denkt dat ze de grootmoeder van het kind is en ondanks de grote verschillen tussen de twee slagen ze er in samen te werken en een ongewone familie te vormen. Margo heeft geen idee dat Lu gezocht wordt door de politie wegens ontvoering van het kind.

## Rolverdeling
| Acteur          | Personage     |
| --------------- | ------------- |
| Ellen Page      | Tallulah      |
| Allison Janney  | Margo         |
| Tammy Blanchard | Carolyn       |
| Evan Jonigkeit  | Nico          |
| Uzo Aduba       | Louisa Kinnie |